# هوارد فنتون
هوارد فنتون (بالإنجليزية: Howard Fenton)‏ هو دراج جامايكي، ولد في 6 فبراير 1952.

## وصلات خارجية
- هوارد فنتون على موقع أرشيف الدراجات (الإنجليزية)
- هوارد فنتون على موقع إحصائيات الدراجات الإحترافية (الإنجليزية)
- هوارد فنتون على موقع أوليمبيديا (الإنجليزية)